# Dryopteris lepidopoda
Dryopteris lepidopoda là một loài thực vật có mạch trong họ Dryopteridaceae. Loài này được Hayata miêu tả khoa học đầu tiên năm 1914.